# Nisza w Jatkach
Nisza w Jatkach – jaskinia, a właściwie schronisko, w Dolinie Strążyskiej w Tatrach Zachodnich. Wejście do niej położone jest w Jatkach, w grzbiecie Łysanek, na wysokości 1315 m n.p.m. Długość jaskini wynosi 6 metrów, a jej deniwelacja 1,5 metrów.

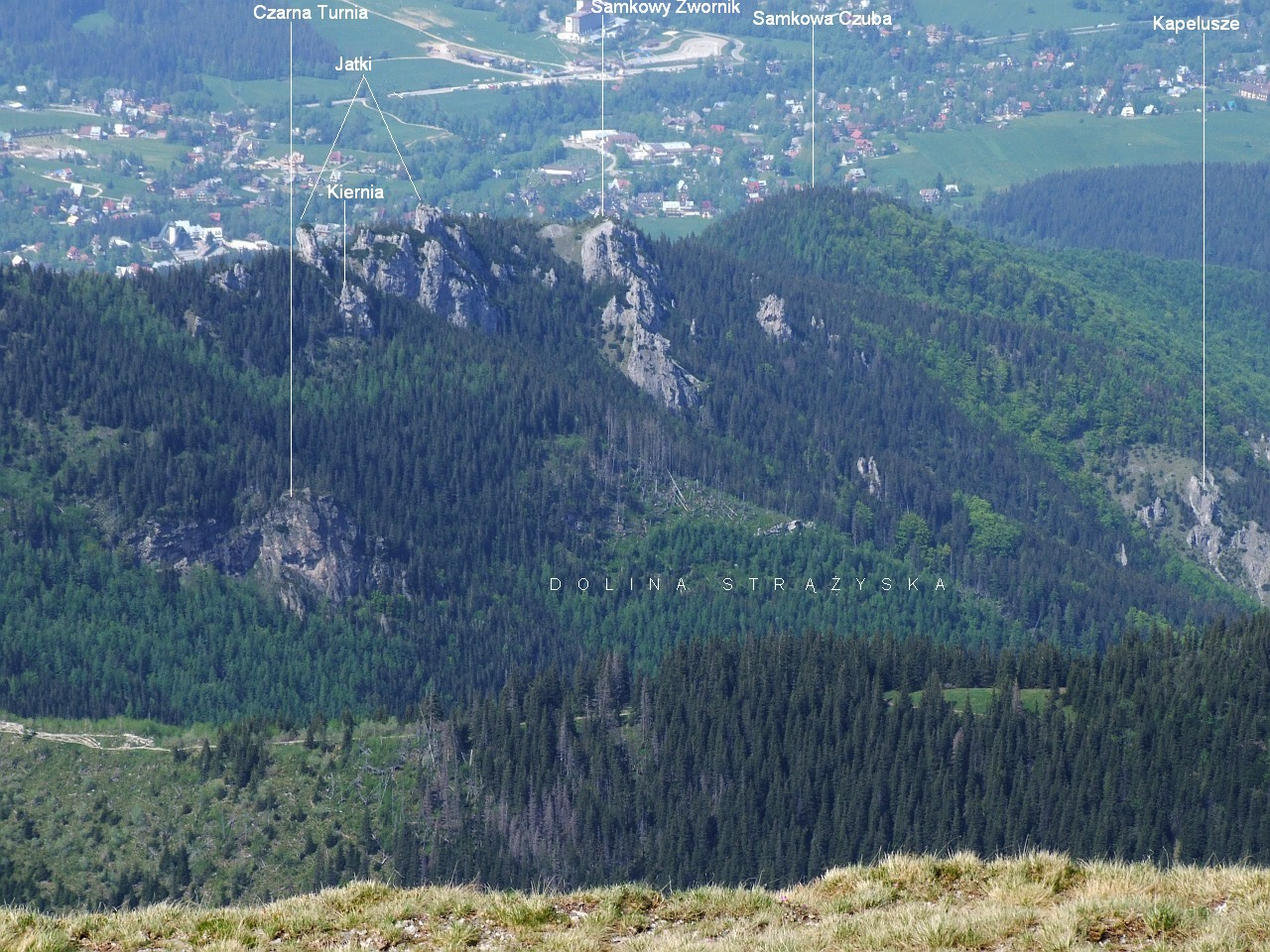
Widok na Łysanki. W środkowej części Jatki

## Opis jaskini
Główną część jaskini jest wysoka nyża znajdująca się zaraz za bardzo dużym otworem wejściowym. Odchodzi od niej, idący stromo do góry, krótki, owalny korytarzyk.

## Przyroda
W jaskini nie ma nacieków. Ściany są suche, brak jest na nich roślinności.

## Historia odkryć
Jaskinia była prawdopodobnie znana od dawna. Jej pierwszy plan i opis sporządziła I. Luty przy pomocy A. Połockiej w 2003 roku.